# The Dukes (rugbyclub)
Rugbyclub The Dukes is een Nederlandse rugbyclub uit 's-Hertogenbosch. De club werd in 1974 opgericht en speelt in de hoogste klasse van Nederland. The Dukes is een van de weinige rugbyclubs die vier seniorenteams in de competitie heeft. De jeugdafdeling is de grootste van Nederland. In de loop der jaren promoveerde het eerste team naar steeds hogere klassen, in het seizoen 2004-2005 resulterend in promotie van de promotieklasse naar de ereklasse. Hoogtepunten zijn het landskampioenschap in het seizoen 2007-2008, de Nationale Beker en twee titels in het Nederlandse kampioenschap 7's.

## Geschiedenis
Rugbyclub The Dukes is opgericht in 's-Hertogenbosch in februari 1974 in Taverne Het Pantoffeltje te 's-Hertogenbosch. In het seizoen 1974-1975 promoveerde het team naar de Tweede Klasse. Na twee seizoenen speelden The Dukes al met twee teams in de seniorencompetitie en werd met jeugdteams begonnen. In het seizoen 1981-1982 promoveerde eerste team naar de eerste klasse en twee seizoenen later kon het team zich opmaken voor rugby op het hoogste niveau in de ereklasse. Helaas wist het team zich hier uiteindelijk niet te handhaven en degradeerde terug naar de Eerste Klasse. Hier hadden The Dukes geen moeite met het niveau en voortdurend speelden zij in de hoogste regionen van deze klasse. In het seizoen 1989-1990 promoveerde het eerste team van The Dukes wederom naar de ereklasse maar wederom wisten zij zich hier uiteindelijk niet te handhaven. Na opnieuw jaren in de hoogste regionen van de eerste klasse te hebben gespeeld namen The Dukes in het seizoen 2003-2004 afscheid van hun toenmalige trainer uit Nieuw-Zeeland Wayne Wildbore. Besloten werd de trainingsexpertise te zoeken binnen de eigen club.
In het seizoen 2004-2005 startte het trainersduo Frank van der Heuvel (hoofdcoach) en Simon Green met een nieuwe aanpak. Met dit trainersduo begonnen ook de eerste "Dukes" die bij andere clubs speelden terug te komen. Dit gaf met name een forse impuls aan de backs van het eerste team. Deze veranderingen resulteerde hetzelfde seizoen al in de promotie naar de ereklasse.
In verband met zijn werkzaamheden verliet Simon Green het eerste team als trainer. Zijn plaats werd ingenomen door Dukes veteraan Bertie Damen. In het eerste jaar in de ereklasse verbaasde The Dukes vriend en vijand door als vijfde te eindigen en daarmee net buiten de play-offs te vallen. Tevens werd dat jaar de Nationale beker gewonnen. Het seizoen 2006-2007 verliep minder succesvol met een 7de plek in de competitie. Na dit seizoen namen The Dukes afscheid van het meest succesvolle trainerskoppel uit The Dukes geschiedenis om verder te gaan met de Australische rugbycoach Alex Chang. Bouwend op de solide basis gelegd door zijn voorgangers ging Chang met het eerste team aan de gang. Na een redelijk succesvolle eerste helft van het seizoen waar het team een tweede plaats innam, was de tweede seizoenshelft minder succesvol. Wat resulteerde in het feit dat The Dukes wel kans maakte op het halen van de play-offs maar dan moest Castricumse Rugbyclub, AAC Rugby de directe concurrent voor de vierde plaats verslaan. Na een zinderende wedstrijd wist de ploeg uit Castricum uiteindelijk pas aan het einde van de tweede helft deze droom voor de Bosschenaren te vervullen. De Bosschenaren beloonde de Castricummers door hen een fust bier aan te bieden voor hun prestatie.
Een week later versloegen The Dukes AAC in een direct duel in de finale om de nationale beker.
In de play-offs speelde The Dukes in de eerste wedstrijd uit tegen RC Castricum. Deze wedstrijd werd pas in de laatste fase, met 10 - 13, beslist in het voordeel van The Dukes. De return in Den Bosch leverde in de laatste minuut een gelijk spel, 21 - 21, en hiermee plaatste The Dukes zich voor de finale om het landskampioenschap tegen RC Hilversum.
Op 12 april 2008 wisten The Dukes met 19-18 in wederom een zinderende wedstrijd de strijd om het landkampioenschap in hun voordeel te beslissen.
In mei wisten de Bosschenaren hun succesvolle seizoen af te sluiten met het winnen van het landskampioenschap 7's tegen RC Castricum.

## Locatie

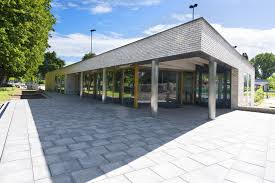
Het nieuwe clubhuis

The Dukes heeft haar clubhuis en veld aan de Limietlaan - praktisch in het stadscentrum - tegen de oude vestingwerken van de stad 's-Hertogenbosch. Vanaf 2013 beschikt de vereniging over een volledig nieuw en modern clubhuis. De helft van het clubhuis - kleedkamers, fysiotherapie - ligt ondergronds. Bovengronds bevinden zich de kantine, keuken, bestuurskamer en materiaalruimten.
Als gevolg van de groei van de vereniging raakte het veld overbelast en werd in toenemende mate onbespeelbaar. Omdat het niet mogelijk was op deze locatie - naast het historische stadscentrum, tegen de vestingwallen en in een openbaar park - meer velden aan te leggen is medio 2013 het grasveld vervangen door een kunstgrasveld. Dit is een zand-rubber kunstgras met een zeer hoge demping plus een schokdempende onderlaag. Sindsdien is er zo goed als geen wedstrijd meer afgelast. Indien andere velden onbespeelbaar zijn kunnen de wedstrijden op het veld van The Dukes gewoon doorgaan.

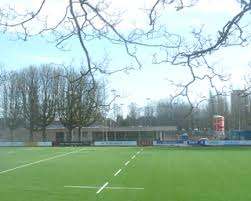
Uitzicht over kunstgrasveld en clubhuis RC The Dukes

## Kleuren

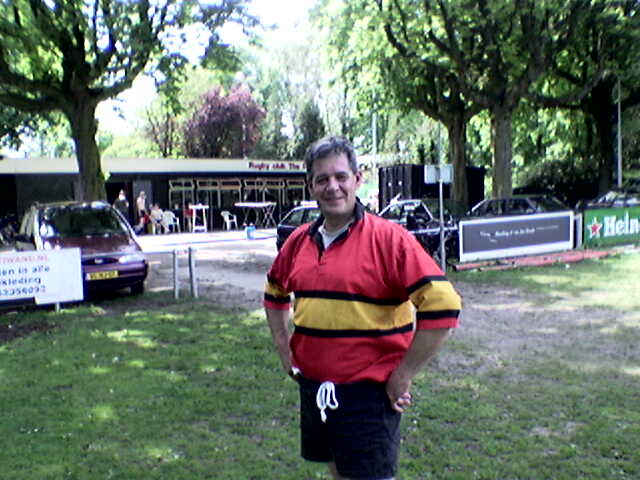
Shirt van The Dukes

De officiële kleuren zijn rood, geel en zwart. Er zijn veel verschillende shirts in omloop. Dit wordt mede in de hand gewerkt door wisselende shirtsponsors.

## Internationals
The Dukes heeft sinds de promotie naar de ereklasse in het seizoen 2004-2005 een groot aantal spelers aan het Nederlands rugbyteam geleverd.

## Toernooi
Elk jaar met Pinksteren organiseert The Dukes een toernooi voor senioren en op de zaterdag ervoor een jeugdtoernooi. Deze toernooien vallen samen met het jazzfestival Jazz in Duketown.

## Titels
Seizoen 2008-2009
- Nederlands Kampioen Junioren, Nederlands 7s Kampioen Junioren
- Kampioen Derde Klasse / Promotie naar Tweede Klasse The Dukes 2
- Sportteam van het jaar 's-Hertogenbosch m.b.t. 2007-2008 The Dukes 1

Seizoen 2007-2008
- Nederlands Kampioen The Dukes 1
- Winnaars Nationale Beker The Dukes 1
- Nederlands 7s Kampioen The Dukes 1
- Nederlands Kampioen Cubs
- Nederlands 7s Kampioen Cubs

Seizoen 2006-2007
- Winnaars ING-Plate The Dukes 1

Seizoen 2005-2006
- Winnaars Nationale Beker The Dukes 1
- Kampioen Derde Klasse / Promotie naar Tweede Klasse The Dukes 2

Seizoen 2004-2005
- Kampioen Eerste Klasse / Promotie naar Ere Klasse The Dukes 1

Seizoen 2001-2002
- Kampioen Vierde Klasse / Promotie naar Derde Klasse The Dukes 3

Seizoen 2000-2001
- Kampioen Vierde Klasse The Dukes 3

Seizoen 1990-1991
- Sportteam van het jaar 's-Hertogenbosch mbt 1989-1990 The Dukes 1

Seizoen 1989-1990
- Kampioen Eerste Klasse / Promotie naar Ere Klasse The Dukes 1

Seizoen 1984-1985
- Nederlands Kampioen Colts

Seizoen 1983-1984
- Kampioen Eerste Klasse / Promotie naar Ere Klasse The Dukes 1

Seizoen 1981-1982
- Kampioen Tweede Klasse / Promotie naar Eerste Klasse The Dukes 1

Seizoen 1979-1980
- Nederlands Kampioen Mini's

Seizoen 1978-1979
- Nederlands Kampioen Mini's

Seizoen 1975-1976
- Nederlands Kampioen Junioren

Seizoen 1974-1975
- Kampioen Derde Klasse, promotie naar Tweede Klasse The Dukes 1

## Bekende (oud-)spelers en speelsters
- Elke van Meer